# Heggadagere, Ramanagara
Heggadagere là một làng thuộc tehsil Ramanagara, huyện Ramanagara, bang Karnataka, Ấn Độ.